# Dobronín (stacja kolejowa)
Dobronín – stacja kolejowa w miejscowości Dobronín, w kraju Wysoczyna, w Czechach. Znajduje się na linii 225 Havlíčkův Brod – Veselí nad Lužnicí, na wysokości 490 m n.p.m..

## Linie kolejowe
- 225: Havlíčkův Brod – Veselí nad Lužnicí
- 242: Dobronín – Polná